# Gymnoris
Genre
Le genre Gymnoris comprend quatre espèces d'oiseaux appartenant à la famille des Passeridae. Ces espèces étaient traditionnellement classées dans le genre Petronia.

## Liste des espèces
Selon la classification de référence du Congrès ornithologique international (version 2.5, 2010) :
- Gymnoris superciliaris – Moineau bridé
- Gymnoris dentata – Petit Moineau
- Gymnoris pyrgita – Moineau à point jaune
- Gymnoris xanthocollis – Moineau à gorge jaune